# Robert Bonner (homme politique)
Pour les articles homonymes, voir Robert Bonner et Bonner.
Le lieutenant-colonel Robert William Bonner (10 septembre 1920–12 août 2005) est un homme politique canadien de la Colombie-Britannique. Il est député provincial créditiste de la circonscription britanno-colombienne de Columbia d'une élection partielle en 1952 à 1953, de Vancouver-Point-Grey de 1953 à 1966 et de Cariboo d'une élection partielle en 1966 à 1969.
Il est ministre dans le gouvernement de W. A. C. Bennett, occupant les fonctions de procureur général de 1952 à 1968, de ministre de l'Éducation 1953 à 1954, de ministre du Développement industriel, des Échanges et du Commerce de 1957 à 1964 et de ministre du Transport commercial de 1964 à 1968.

## Biographie
Né à Vancouver en Colombie-Britannique, Bonner s'engage en Italie avec les Seaforth Highlanders  pendant la Seconde Guerre mondiale. De retour au Canada, il étudie le droit à l'université de la Colombie-Britannique en 1948.
Alors qu'il est procureur général, son mandat est marqué par plusieurs altercations avec les membres des Premières Nations en lien avec les droits sur leurs terres ancestrales et sur l'exploitation de leurs ressources. Bonner fait également face à des conflits vis-à-vis les Freedomites (en), mouvement religieux anti gouvernement établie dans la région de Kootenay, en matière d'éducation et qui conduite au retrait d'enfants et leur établissement dans un internat du gouvernement.
À l'Assemblée législative de la Colombie-Britannique, Bonner s'avère un habile leader parlementaire et décrit par ses contemporains comme « articulé, urbain et toujours bien préparé, avec un air de supériorité démontré en souriant ».
Quittant la politique provinciale en 1969, il devient vice-président de la compagnie forestière vancouvéroise MacMillan Bloedel (en). Il sera par la suite président et directeur général de l'entreprise avant de la quitter en 1976 pour présidé la compagnie de la couronne BC Hydro jusqu'à sa retraite en 1985.
Bonner meurt à Vancouver en août 2005 à l'âge de 84 ans.